# Dasycaris zanzibarica
Dasycaris zanzibarica är en kräftdjursart som beskrevs av Bruce 1973. Dasycaris zanzibarica ingår i släktet Dasycaris och familjen Palaemonidae. Inga underarter finns listade i Catalogue of Life.